# سرجو لئونه

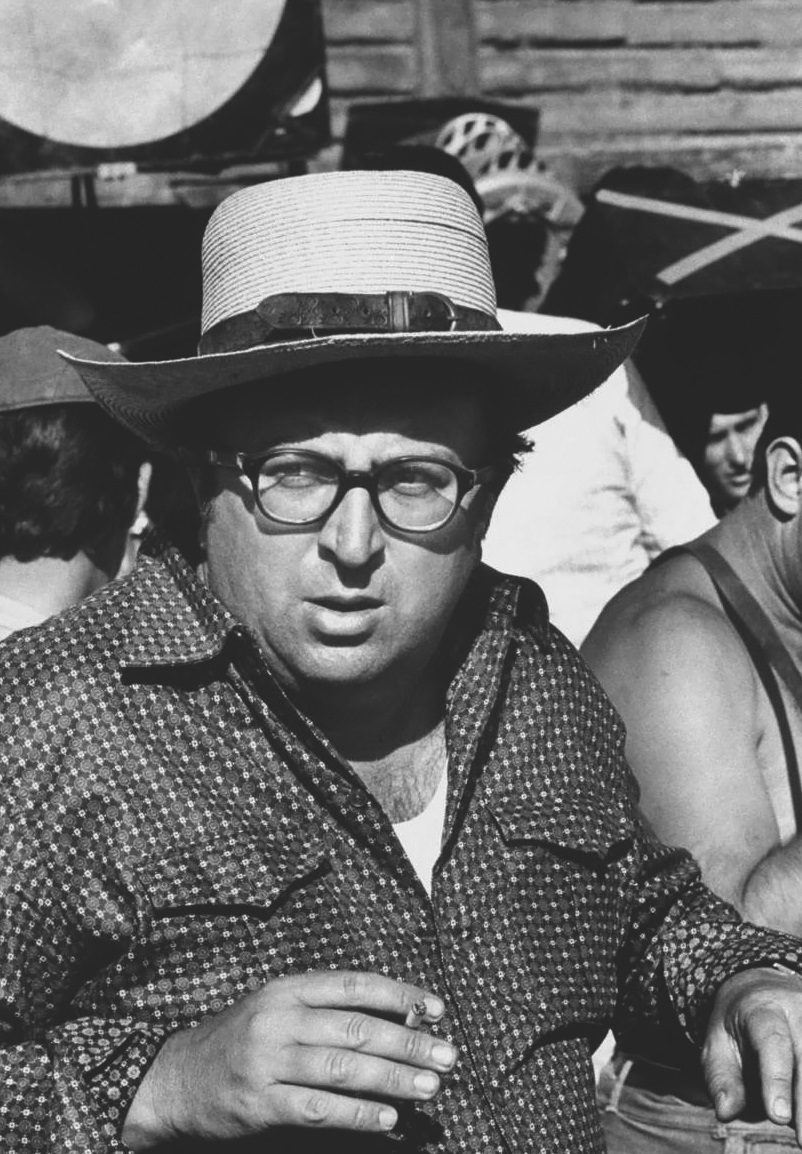
سرجو لئونه در سال ۱۹۷۵

سرجو لئونه (به ایتالیایی: Sergio Leone) (۳ ژانویه ۱۹۲۹ – ۳۰ آوریل ۱۹۸۹) کارگردان، تهیه‌کننده و فیلمنامه‌نویس ایتالیایی بود. او را ایجادکننده ژانر وسترن اسپاگتی می‌دانند.وی از نظر برخی منتقدین با ساخت سه گانه مرد بی‌نام و روزی روزگاری در غرب به یکی از بهترین کارگردانهای تاریخ در ژانر وسترن بدل گشته بود.

## ابتدای زندگی
لئونه در ۳ ژانویه ۱۹۲۹ در شهر رم به دنیا آمد. او فرزند کارگردان ایتالیایی «روبرتو روبرتی» (به ایتالیایی: Roberto Roberti) (با نام اصلی «وینچنزو لئونه») و بازیگر سینما «بیچه والرین» (به ایتالیایی: Bice Valerian) (با نام اصلی «ادویچ والکرنگی») بود. کودکی و نوجوانی لئونه هم‌زمان با ظهور فاشیسم در ایتالیا و جنگ جهانی دوم بود که برای خانوادهٔ او که اهل هنر و سینما بودند روزگار سختی بوده‌است.
سرجو در دوران مدرسه برای مدتی با انیو موریکونه آهنگساز بعضی از کارهای خود همکلاس بود.

## دوران فیلم‌سازی

### سال‌های نخستین
پس از مشاهده کار پدرش در سینما به عنوان کارگردان، او حرفه‌اش را در صنعت فیلم در ۱۸ سالگی پس از ترک تحصیل در رشته حقوق در دانشگاه آغاز کرد. سپس کار در سینمای ایتالیا را به عنوان دستیار ویتوریو دسیکا در فیلم دزد دوچرخه در سال ۱۹۴۸ ادامه داد و نوشتن فیلمنامه را در طول دهه ۱۹۵۰، ابتدا با فیلمنامه شمشیر و صندل (با نام مستعار «peplum») که نوعی از حماسه تاریخی رایج در آن زمان بود را آغاز نمود.
او همچنین به عنوان دستیار کارگردان در چندین فیلم بین‌المللی در مقیاس بزرگ با تهیه‌کنندگی استودیو چینه‌چیتا Cinecittà در رم، مانند کجا می‌روی (۱۹۵۱) و بن هور (۱۹۵۹)، که از لحاظ مالی توسط استودیوهای آمریکایی حمایت می‌شد، شرکت داشت.
هنگامی که ماریو بنارد کارگردان فیلم آخرین روزهای پمپئی به ایتالیایی (Gli Ultimi Giorni di Pompei) با بازی استیو ریوز بیمار شد، از سرجو خواسته شد که فیلم را ادامه داده و تکمیل کند در نتیجه وقتی زمان آن رسید که او اولین فیلم مستقل خود بنام غول رودس (۱۹۶۱) را تولید کند، توانست آن را با بودجه‌ای کمتر از فیلم‌های هالیوود بسازد.

### دههٔ ۱۹۶۰

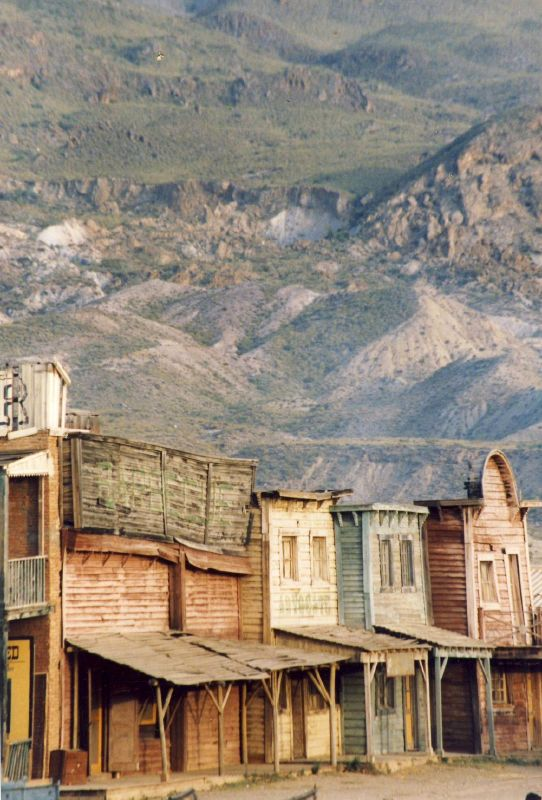
نمایی از دکور فیلم خوب، بد، زشت در آلمریا

در ابتدای دهه ۶۰، فیلم‌هایی با مضمون حماسه‌های تاریخی از نظر مخاطبین سقوط کرد. اما سرجو توجه خود را به یک زیر سبک به نام وسترن اسپاگتی که منشأ آن در سینمای وسترن آمریکا بود، سوق داد و شروع به ساخت سه‌گانه معروف خود در گونهٔ وسترن با هنرنمایی کلینت ایستوود کرد که هر سه فیلم در زمان اکران خود پرفروش‌ترین فیلم شدند. با ساخت سه‌گانه لئونه روح تازه‌ای به گونهٔ وسترن دمیده شد و زیرگونهٔ تازه‌ای تحت عنوان وسترن اسپاگتی به وجود آمد.
فیلم به خاطر یک مشت دلار (به ایتالیایی Per un Pugno di Dollari) تولید ۱۹۶۴، بر پایه فیلمی از آکیرا کوروساوا در ژانر سامورایی است به نام یوجیمبو (۱۹۶۱) بود. فیلم او با یک مشکل قانونی از طرف کارگردان ژاپنی آن روبرو شد. با وجود اینکه خود فیلم کوروساوا هم از داستان خرمن سرخ نوشته داشیل هامت، (به سال ۱۹۲۹) برداشت شده بود. این فیلم همچنین سکوی پرتابی برای کلینت ایستوود بود، تا آن زمان ایستوود در چند فیلم تلویزیونی آمریکایی ایفای نقش کرده بود.
نگاه فیلم به خاطر یک مشت دلار که در اسپانیا فیلم برداری شده بود به چشم‌اندازی خشن و پیچیده‌ای از غرب وحشی در آمریکا اشاره داشت. این فیلم ادای احترامی بود به سینمای وسترن آمریکا، اما به‌طور قابل توجه‌ای در خط سیر داستان، طرح، خصوصیات و خلق و خوی آن‌ها متمایز بود. دستاوردهای او اعتباری بزرگ برای این ژانر به دنبال داشت: در فیلم‌های سنتی غربی، تیپ قهرمانان و ضد قهرمانان مانند مدل‌های مجله مد بود، با تضاد اخلاقی بسیار واضح و آشکار، حتی معمولاً قهرمانان با کلاه‌های سفید و ضد قهرمانان با کلاه‌های سیاه دیده می‌شدند (بغیر از موفق‌ترین «کابوی سنتی غربی» - هوپالانگ کسیدی، که شنل سیاهی سوار بر اسبی نحیف داشت). شخصیت‌های لئونه در تضاد با هم بیشتر واقع گرایانه و کامل‌کننده بودند. معمولاً شخصیت «گرگ تنها» با صورتی اصلاح نکرده، لباس کثیف و رفتاری مجرمانه دیده می‌شد. شخصیت‌ها یا به ظاهر بخشنده و مهربان بودند یا خشن، اما مبهم و گیج‌کننده بودند.
بعضی از منتقدین به شوخی و کنایه اشاره به کارگردانی داشتند که حتی نمی‌تواند انگلیسی صحبت کند، حتی یک بار هم آمریکا را ندیده، چه رسد به غرب وحشی اما به تنهایی تعریف و دید جدیدی از گاوچرانهای آمریکایی را ارائه کرده‌است. به گفته کریستوفر فرایلینگ در کتاب Something to do with Death، لئونه چیزهای زیادی دربارهٔ غرب وحشی می‌دانست، او رؤیای مسحورکننده کودکیش را با فیلمهایش به بزرگسالیش منتقل کرده بود.
دو فیلم بعدی لئونه، به خاطر چند دلار بیشتر (۱۹۶۵) و خوب بد زشت (۱۹۶۶)، کامل‌کننده سه‌گانه مرد بی‌نام (به انگلیسی: Man with No Name) (با نام مستعار سه‌گانه دلار) بودند که هر کدام بهتر و تکمیل تر از فیلم قبلی خود از آب درآمدند. موسیقی نوآورانه فیلم به وسیلهٔ انیو موریکونه و با همکاری نزدیک با لئونه نوشته و تهیه شد. به علاوه کلینت ایستوود، هم با این فیلم‌ها ماندگار شد بعداً ایلای والاک، لی وان کلیف و جان ماریا ولونته هم به این فهرست پیوستند.
بر پایه موفقیت سه‌گانه مرد بی‌نام، لئونه در سال ۱۹۶۷ به آمریکا دعوت شد تا فیلم روزی روزگاری در غرب (به ایتالیایی: C'Era una Volta il West) را برای کمپانی پارامونت پیکچرز کارگردانی کند. بیشتر صحنه‌های این فیلم در آلمریای اسپانیا و چینه‌چیتا در رم فیلم برداری شد. هم چنین بعضی صحنه‌ها هم در دره یادبود در ایالت یوتا برداشت شدند. در این فیلم چارلز برانسون، هنری فوندا، جیسون روباردز و کلودیا کاردیناله شرکت داشتند. در روزی روزگاری در غرب بسیاری از سبکهای فیلم‌های وسترن غربی مانند خشونت، اسطوره و مدیتیشن با هم ادغام شدند. فیلمنامه این فیلم به وسیلهٔ لئونه و دوست و یاور قدیمی‌اش، سرجو دوناتی، بر اساس داستانی از برناردو برتولوچی نوشته شد. هر دوی آن‌ها به کارگردان‌های مهمی تبدیل شدند. قبل از انتشار آن، این فیلم، بی‌رحمانه توسط پارامونت ویرایش شد؛ که شاید به فروش آن در گیشه در ایالات متحده لطمه زیانباری زد، با این وجود، به موفقیت عظیمی در اروپا دست یافت، و به فروش نزدیک به سه برابر بودجه ۵ میلیون دلاری خود در میان مخاطبان فرانسوی دست یافت و بسیار در میان دانشجویان سینما در آمریکای شمالی ستایش شد. این فیلم توسط بسیاری به عنوان بهترین فیلم لئونه لقب گرفت.

### دههٔ ۱۹۷۰
بعد از فیلم روزی روزگاری در غرب، لئونه فیلم سرت را بدزد، احمق! با نام اصلی !Duck, You Sucker را در سال ۱۹۷۱ کارگردانی کرد. لئونه صرفاً قصد برای تهیه‌کنندگی این فیلم را داشت، اما با توجه به اختلاف سلیقه‌های هنری، از لئونه خواسته شد جای پیتر بوگدانوویچ این فیلم را کارگردانی کند. سرت را بدزد، احمق!، فیلمی در ژانر اکشن درام، دربارهٔ انقلاب مکزیک بود که در آن جیمز کابرن در نقش یک انقلابی ایرلندی و راد استایگر در نقش یک راهزن مکزیکی که بعداً به یک انقلابی تبدیل شد، ایفای نقش کردند. او در سال ۱۹۷۳ تهیه‌کنندگی فیلم به من میگن هیچ کس ساخته تونیو والری را بر عهده گرفت و بخش‌هایی از صحنه‌های ابتدایی و انتهایی آن را نیز کارگردانی کرد.

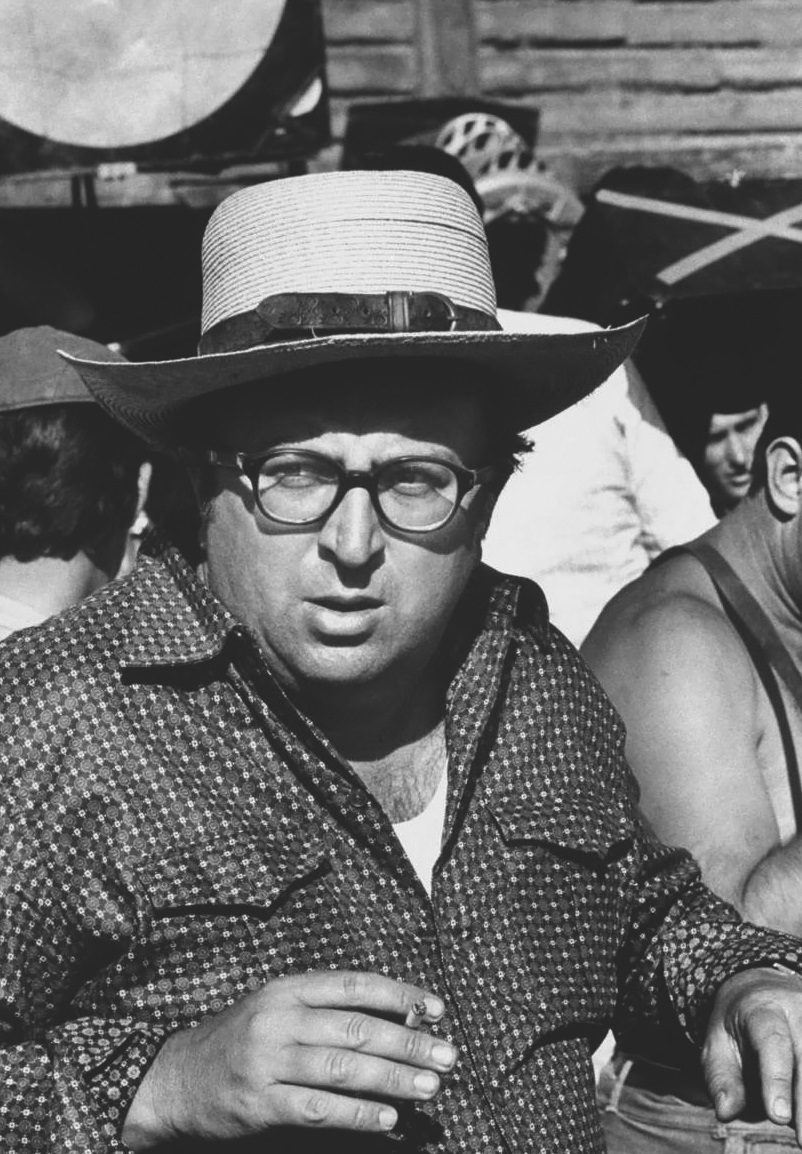
سرجو لئونه در سال ۱۹۷۵

### سال‌های آخر
لئونه از سال ۱۹۶۸ تا سال ۱۹۷۳ سه فیلم وسترن دیگر ساخت و بعد از آن در سال ۱۹۸۴ آخرین فیلم خود روزی روزگاری در آمریکا را کارگردانی کرد.
او پس از ساخت فیلم روزی روزگاری در آمریکا مشغول پژوهش و پیش تولید فیلمی دربارهٔ نبرد لنینگراد در جنگ جهانی دوم بود که با مرگ او بر اثر سکتهٔ قلبی در سال ۱۹۸۹ در رم این پروژه به انجام نرسید.

## فیلم‌شناسی
- ۱۹۸۴ - روزی روزگاری در آمریکا

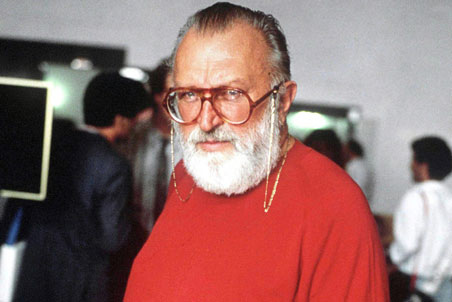
سرجو لئونه

- ۱۹۷۵ - یک نابغه، دو شریک و یک ساده دل
- ۱۹۷۳ - به من می‌گویند هیچ‌کس (بخشهایی از فیلم)
- ۱۹۷۱ - سرت را بدزد، احمق! در آمریکا با نام یک مشت دینامیت
- ۱۹۶۸ - روزی روزگاری در غرب
- ۱۹۶۶ - خوب، بد، زشت
- ۱۹۶۵ - به خاطر چند دلار بیشتر
- ۱۹۶۴ - به خاطر یک مشت دلار
- ۱۹۶۱ - غول رودس
- ۱۹۵۹ - آخرین روزهای پمپئی

### فیلم‌های ناتمام
- ۱۹۶۲ - Il cambio della guardia
- ۱۹۵۴ - Hanno rubato un tram

| بازیگر              | به خاطر یک مشت دلار | به خاطر چند دلار بیشتر | خوب بد زشت | روزی روزگاری در غرب | سرت را بدزد احمق | روزی روزگاری در آمریکا |
| تاریخ               | ۱۹۶۴                | ۱۹۶۵                   | ۱۹۶۶       | ۱۹۶۸                | ۱۹۷۱             | ۱۹۸۴                   |
| ------------------- | ------------------- | ---------------------- | ---------- | ------------------- | ---------------- | ---------------------- |
| کلینت ایست‌وود       | N                   | N                      | N          |                     |                  |                        |
| لی وان کلیف         |                     | N                      | N          |                     |                  |                        |
| جان ماریا ولونته    | N                   | N                      |            |                     |                  |                        |
| ماریو برگا          | N                   | N                      | N          |                     |                  | N                      |
| آنتونیو کازاله      |                     |                        | N          |                     | N                |                        |
| آلدو سامبرل         | N                   | N                      | N          | N                   |                  |                        |
| بنیتو استفانلی      | N                   | N                      | N          | N                   | N                |                        |
| آنتونیو مولینو روخو | N                   | N                      | N          | N                   |                  |                        |
| جان فردریک          |                     |                        |            | N                   | N                |                        |
| اسپراتکو کنورسی     |                     | N                      |            | N                   |                  |                        |
| آنتونیو روزی        |                     | N                      | N          |                     |                  |                        |
| ال مولاک            |                     |                        | N          | N                   |                  |                        |
| لورنسو روبلدو       | N                   | N                      | N          | N                   |                  |                        |
| فرانک برانیا        | N                   | N                      | N          | N                   | N                | N                      |
| لوئیجی پیستیلی      |                     | N                      | N          |                     |                  |                        |
| ساندرو اسکارکیلی    |                     |                        | N          | N                   |                  |                        |
| رابرت دنیرو         |                     |                        |            |                     |                  | N                      |
| جیمز وود            |                     |                        |            |                     |                  | N                      |